# Yuka Kado
Yuka Kado (加戸 由佳 Kado Yuka?,  nacido el 19 de junio de 1990 en Okayama) es una futbolista japonesa que jugaba como centrocampista.
En 2013, Kado jugó 3 veces para la selección femenina de fútbol de Japón.

## Trayectoria

### Clubes
| Club                 | País  | Año         |
| -------------------- | ----- | ----------- |
| Okayama Yunogo Belle | Japón | 2004 - 2017 |
| Bunnys Kyoto SC      | Japón | 2018 -      |

### Selección nacional
| Selección | País  | Año  |
| --------- | ----- | ---- |
| Absoluta  | Japón | 2013 |

## Estadística de equipo nacional
| Selección femenina de fútbol de Japón | Selección femenina de fútbol de Japón | Selección femenina de fútbol de Japón |
| Año                                   | Partidos                              | Goles                                 |
| ------------------------------------- | ------------------------------------- | ------------------------------------- |
| 2013                                  | 3                                     | 0                                     |
| Total                                 | 3                                     | 0                                     |